# Jean-Yves Lafesse
Pour les articles homonymes, voir Lambert.
Jean-Yves Charles Lambert, dit Jean-Yves Lafesse, né le 13 mars 1957 à Pontivy (Morbihan) et mort le 22 juillet 2021 à Vannes (Morbihan), est un humoriste et acteur français.
Il est connu pour ses canulars téléphoniques ainsi que pour ses gags tournés en caméra cachée auprès des passants dans la rue.

## Biographie
Jean-Yves Lafesse naît à Pontivy. Il est footballeur au Stade pontivyen jusqu'à ses 16 ans, jouant au poste de latéral droit (« arrière droit »). Après une adolescence agitée, il quitte sa Bretagne natale en 1974 et vit quatre ans d'aventures de Paris à Djibouti, en passant par l'Italie et l'Angleterre où il devient punk en 1976.

### Origine de son pseudonyme
Selon ses déclarations, il choisit son nom de scène « un soir de bringue » en référence à la partie du corps qui lui a servi à inscrire l'unique but de sa carrière en match officiel de football. Plus tard, il se rendra compte que ce nom signifie « la foi » en breton.

### Formation

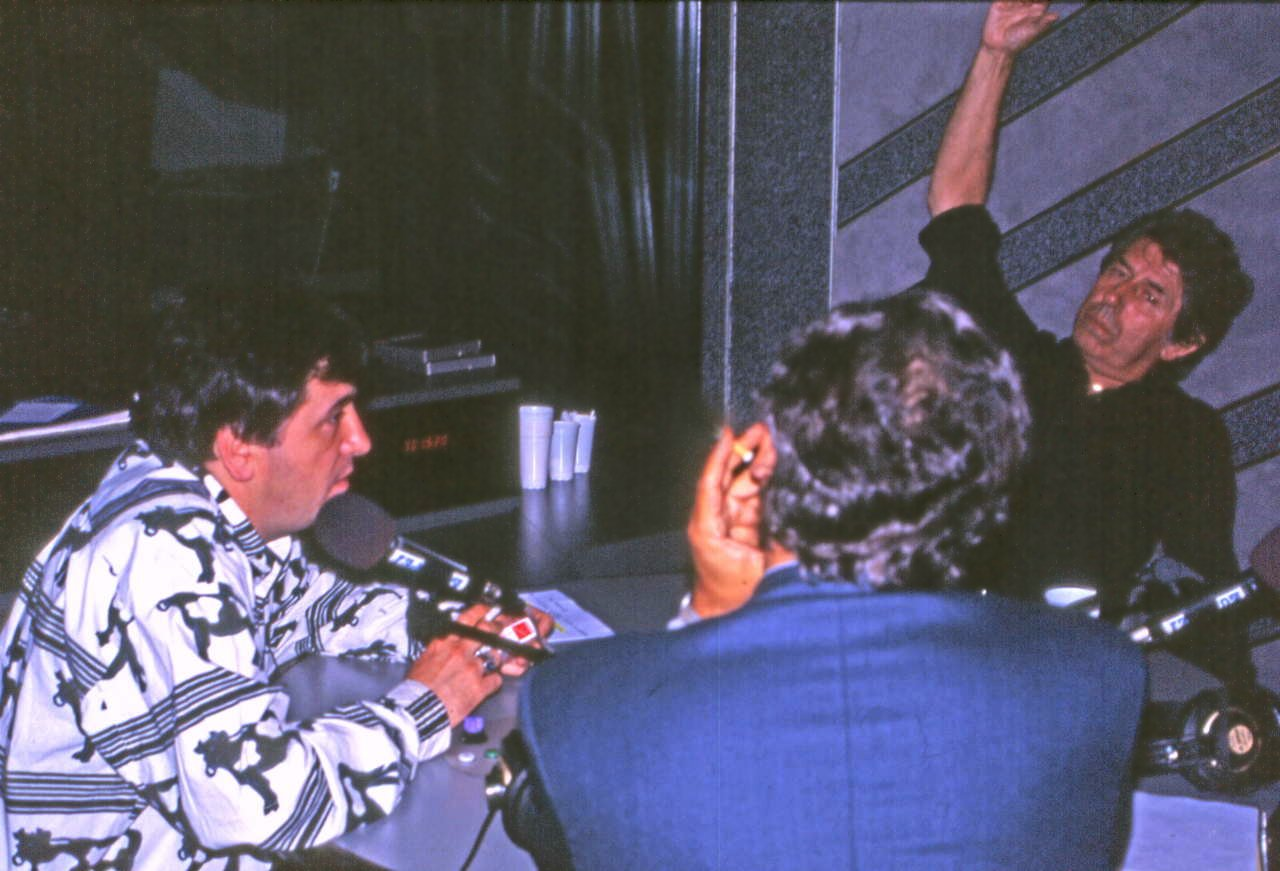
Jean-Yves Lafesse à gauche et Philippe Gildas à droite dans un studio de la station de radio Europe 1 en juin 1993.

Jean-Yves Lafesse passe son bac, suit des études de lettres et de cinéma de 1978 à 1981 à Censier et au Conservatoire libre du cinéma français (CLCF) à Paris.

### Carrière
En 1981, il fait ses débuts en tant qu'animateur sur la radio libre, Radio Carbone 14 (où il imagine son pseudonyme de Lafesse). Il y anime Lafesse merci tous les soirs à minuit, une émission au ton très provocateur, comme toutes les émissions de cette station, dans laquelle il met au point ses premiers canulars. Lafesse y est bénévole comme tous les animateurs de Carbone 14 à cette époque. Son canular de Carbone 14 le plus célèbre et le plus controversé reste celui où il donne la parole à un auditeur se revendiquant violeur en série ; en réalité un complice appelle de la pièce d’à-côté, lequel finit par annoncer vouloir agresser des passants dans un quartier précis cette nuit-là. Lafesse se rend alors dans ce quartier sous prétexte de l'en empêcher. En réalité, il va pour constater la présence d'auditeurs, venus eux aussi tenter d'arrêter le supposé violeur, afin de mesurer la popularité de son émission. La légende a longtemps prétendu que l'auditeur en question aurait été le tueur en série Guy Georges, même si l'on sait aujourd'hui que cette rumeur est infondée. Après la fermeture de Carbone 14 en 1983, il passe par Kiss FM, puis Radio Nova pour laquelle il réalise plus de deux mille impostures téléphoniques.
Il rejoint par la suite Europe 1 en 1985, puis Canal+, France 2, TF1, France 3, M6, Paris Première et la TSR dans l'émission Lafestival. Sur FR3, dans sa pastille baptisée Radio carotte, il interviewe des passants une carotte à la main. Par la suite, il est réputé pour utiliser son auriculaire comme micro, geste qu'il pratique pendant une dizaine d'années, ainsi que pour son expression « Pourvu que ça dure ! » concluant les sujets immanquablement commencés par le non moins fameux « Ça ne peut plus durer ! », ce qui est « le symbole de l'absurde. On y est mais on est au spectacle, alors pourvu que le spectacle dure, même s'il y a des guerres ». Il apprend par la suite que Letizia Bonaparte emploie l'expression « Pourvou qu'ça doure ! » avec l'accent corse, en évoquant les victoires de son fils Napoléon,.
C'est la diffusion de ses caméras cachées dans Nulle part ailleurs sur Canal+ entre 1993 et 1997 qui lui apporte la notoriété.
Il publie deux livres : Les Grandes Impostures téléphoniques en 1992 et Petit Précis de l'imposture en 1994. Ses impostures télévisées sortent ensuite régulièrement en vidéo et sont rediffusées sur Comédie! ou Paris Première.
En 2000, il se réfugie dans un camion étrange baptisé « Uniqueaumonde.com », où les passants sont conviés à entrer pour en découvrir les merveilles et où trône sa majesté Internet, sans modem et surtout sans ordinateur. En réalité, Lafesse, sous le pseudo de Jo Quartz, les piège, dans dix mètres carrés, sous l'œil de cinq caméras.
Jean-Yves Lafesse incarne le personnage du commissaire San-Antonio dans deux livres audio adaptés de Frédéric Dard (La Rate au court-bouillon et Votez Bérurier, 2012), publiés aux éditions Road Book.
Le 28 mars 2014, pour la première fois, il monte sur scène au palais des congrès de Pontivy devant sept cents personnes et livre la première répétition, Lafesse en répét, de son premier spectacle, qu'il commença à tourner en 2014-2015.
Il incarne Pierre Dac dans La Guerre des ondes, produit par Capa Drama et réalisé par Laurent Jaoui. Ce téléfilm est diffusé le 15 décembre 2014 sur France 3.
Jean-Yves Lafesse démarre la tournée de son premier spectacle, Détraqué, en janvier 2015. Le 1er octobre 2015, il commence sa nouvelle farce Jean-Yves Lafesse c/ Germaine Ledoux : le combat, au théâtre des Deux Ânes à Paris, qu'il joue jusqu'à la fin de l'année.
Après une phase de silence, Jean-Yves Lafesse s'installe à Saint-Germain-en-Laye au début de l’année 2019. Il y organise quelques sketches ainsi qu'à Poissy.
Il prête sa voix à Adrien Dubouchon dans les nouveaux épisodes de Tom-Tom et Nana de 2019.
Il quitte Saint-Germain-en-Laye et s'installe en Bretagne, à Vannes, en 2019. Il est recruté par la station de radio France Bleu Breizh Izel pour la saison 2019-2020 et y propose des contes humoristiques qu'il a écrits avec son frère.
En 2021, il joue dans Monsieur Constant d'Alan Simon qui sortira fin 2022. Il partage l'affiche avec Jean-Claude Drouot, Cali, Sacha Bourdo, Danièle Évenou, Gabrielle et Juliette Pélissier, Mikhael Zigalov, Jean-Jacques Chardeau…

### Mort
Jean-Yves Lafesse meurt le 22 juillet 2021 à Vannes de la maladie de Charcot diagnostiquée l’année précédente,,. Ses obsèques ont lieu le 29 juillet au crématorium de Plescop.

### Famille
Jean-Yves Lafesse est le petit-fils de Marcel Lambert, sénateur du Morbihan et maire de Pontivy.
Jean-Yves Lafesse a eu deux filles, dont la comédienne Jeanne Lambert, et deux fils avec Marie-Ève Schoettl, fille du conseiller d'État Jean-Éric Schoettl, de qui il a divorcé.

## Canulars téléphoniques
- Les Impostures, 1991
- C'est pas possiiible !, 1993
- L'Album des impostures : grandiose, 1995
- L'Album des impostures : sublime, 1995
- À fond Lafesse !, 2001
- C'est pas possiiible, Lafesse droite - Volume 2, 2008
- La Réouverture de Lafesse, 2009

## Sketchs / DVD
- Pourvu que ça dure ! (1995)
- Pourvu que ça dure ! / Ça recommence… (1998)
- Plus loin dans Lafesse/Les yeux dans Lafesse (2000)
- Lafesse Unique au monde.com (2001)
- Lafesse à poil (2002)
- Lafesse dans la rue - Les Impostures / C'est pas possiiible (2003)
- Lafesse refait le trottoir (2004)
- Lafesse dépasse les bornes (2006)
- Lafesse gauche, Lafesse droite (2006)
- Lafesse dans l'camion ! (2007)
- Les Ledoux « enfin » (2007)
- Lafesse aux trousses (2007)
- Lafesse gauche, Lafesse droite - Volume 2 (décembre 2008)
- La Réouverture de Lafesse (3 novembre 2009)
- Et Dieu créa… Lafesse (24 novembre 2010)
- Lafesse-Noz (8 novembre 2011)
- Lafesse-La belle paire (2012)
- Lafesse-Germaine Ledoux Miss France 1936 (2017)

## Spectacles
- 2014 : Lafesse en répet
- 2015 : Détraqué
- 2015 : Jean-Yves Lafesse VS Germaine Ledoux : le combat
- 2016 : Jean-Yves Lafesse pour de vrai !

## Filmographie

### Cinéma
- 1983 : Carbone 14, le film de Jean-Francois Gallotte et Joëlle Malberg : lui-même
- 1990 : Baby Blood d'Alain Robak : le conducteur du poids lourd
- 1993 : La Classe américaine de Dominique Mézerette et Michel Hazanavicius (doublage son)
- 1998 : Comme une bête de Patrick Schulmann : Raoul
- 1999 : Chili con carne de Thomas Gilou : Pierre
- 2010 : L'Arnacœur de Pascal Chaumeil : Dutour
- 2019 : Roxane de Mélanie Auffret : Olivier
- 2022 : Monsieur Constant d'Alan Simon

### Télévision
- 1983 : J'arrive ! de Jean Teulé (film censuré[réf. nécessaire], jamais diffusé)
- 2011 : La minute du chat de Philippe Geluck
- 2014 : La Guerre des ondes de Laurent Jaoui : Pierre Dac
- 2019 : Tom-Tom et Nana : Adrien Dubouchon
- 2020 : Meurtres à Cognac, d'Adeline Darraux : Julius Segonzac

## Publications
- Les Grandes Impostures téléphoniques, Paris, Ramsay, 1992 (ISBN 978-2-85956-994-5).
- Petit Précis de l'imposture, Éditions Michel Lafon, 1994 (ISBN 978-2-908652-55-0).
- Mes impostures, Paris, Le Cherche midi, 2011, 171 p. (ISBN 978-2-7491-1443-9).
- Punk Mamy (BD), scénario de Jean-Yves Lafesse et dessin d'Alexis Chabert, Jungle, 2019  (ISBN 978-2-8222-2264-8)[21].

### Documentation
- Yves Lafesse (interviewé), Frédéric Bosser et Géant Vert, « Jean-Yves Lafesse : le rire par commodité », dBD, no 137,‎ octobre 2019, p. 62-66.
- Géant Vert, « Punk Mamy : aux armes les doyens : les vieux sont le futur des jeunes », dBD, no 137,‎ octobre 2019, p. 85.